# Jules Mikhael Al-Jamil

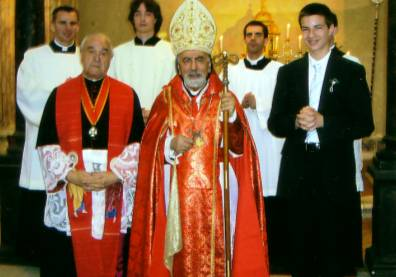
Jules Mikhael Al-Jamil mit Ehrendomherr Edmund Dillinger

Jules Mikhael Al-Jamil (* 18. November 1938 in Baghdida, Irak; † 3. Dezember 2012 in Rom) war ein syrisch-katholischer Kurienerzbischof.

## Leben
Jules Mikhael Al-Jamil empfing am 7. Juni 1964 die Priesterweihe. Nach Studium und seelsorgerischer Tätigkeit in Mosul wurde Al-Jamil Sekretär des Patriarchats in Beirut. Er studierte Philosophie und Psychologie an der Katholischen Universität von Frankreich. 1990 wurde er an der Päpstlichen Lateranuniversität promoviert.
Papst Johannes Paul II. ernannte ihn am 1. August 1986 zum Weihbischof in Antiochia und Titularerzbischof von Tagritum. Der Patriarch von Antiochia, Ignatius Antoine II. Hayek, spendete ihm am 9. November 1986 die Bischofsweihe; Mitkonsekratoren waren Denys Philippe Beilouné, Erzbischof von Aleppo, und Denys Raboula Antoine Beylouni, Weihbischof in Antiochia.
1984 gründete er das Syriac Centre for Research and Studies. Er war Mitglied des Komitees für die Vorbereitung der Synode im Libanon 1992. 1996 wurde er Prokurator des Patriarchates von Antiochia mit Sitz in Rom, ein Jahr später Rektor von Santa Maria della Concezione in Campo Marzio. 2002 erfolgte durch Papst Johannes Paul II. die Ernennung zum Apostolischen Visitator der Syrisch-katholischen Kirche in Westeuropa.
2008 wurde er Ehrenbürger der italienischen Stadt Atri. Seit November 2011 war er Familiare des Deutschen Ordens und lehrte an dessen Akademie Heinrich VI. von Hohenstaufen. 2012 wurde er von Papst Benedikt XVI. in die Kongregation für die Selig- und Heiligsprechungsprozesse berufen.
Er war einer der wenigen Menschen weltweit, die Aramäisch sprechen und lesen konnten.